# Bathyphantes bishopi
Espèce
Bathyphantes bishopi est une espèce d'araignées aranéomorphes de la famille des Linyphiidae.

## Distribution
Cette espèce est endémique des États-Unis. Elle se rencontre dans les Blue Ridge Mountains en Caroline du Nord et au Tennessee,.

## Description
Le mâle holotype mesure 2,2 mm et la femelle paratype 2,25 mm.

## Étymologie
Cette espèce est nommée en l'honneur de Sherman Chauncey Bishop.

## Publication originale
- Ivie, 1969 : North American spiders of the genus Bathyphantes (Araneae, Linyphiidae). American Museum novitates, no 2364, p. 1-70 (texte intégral).